# Autocontrôle boursier
 (juillet 2019).
 (octobre 2015).
Pour les articles homonymes, voir Autocontrôle.
L'autocontrôle est le fait, pour une société cotée en bourse, de détenir une partie de ses propres actions, en les achetant en bourse, soit directement, soit au travers d'une de ses filiales. [réf. nécessaire]

## Histoire
L'autocontrôle boursier a été interdit [pourquoi ?] en France par la loi du 17 juillet 1856 sur les sociétés en commandite, votée sous le Second Empire pour faciliter le placement des actions, dans le sillage de l'entrée en bourse de la Compagnie de Suez. [réf. souhaitée] Cette loi a eu pour résultat la condamnation à cinq ans de prison du président de l'Union générale, à l'issue du Krach de 1882, qui avait été provoqué par le rachat massif de ses propres actions par l'Union générale. Il a ensuite été autorisé à nouveau, puis réglementé dans les années 1980 et déreglementé dans les années 1990[réf. nécessaire].

## L'autocontrôle à but politique
L'autocontrôle peut servir à une équipe dirigeante ou à une famille à conserver le contrôle d'une société, en résistant mieux aux OPA. La loi du 12 juillet 1985, votée sous l'influence de Robert Badinter, alors garde des sceaux, limitait les droits de vote à 10 % des voix des actionnaires présents ou représentés à une assemblée générale [pourquoi ?] mais sans supprimer l'autocontrôle. [réf. nécessaire] La loi n° 89-531 du 2 août 1989 relative à la sécurité et à la transparence du marché financier, rédigée à l'instigation du sénateur Etienne Dailly, prive de droit de vote toute action détenue en autocontrôle par une entreprise, directement ou via des filiales. [pourquoi ?] Dans les années qui suivent, ces droits sont systématiquement annulés[Quoi ?] [Par qui ?]. [pourquoi ?] Pour résister aux OPA, il reste possible de conserver le contrôle d'une entreprise avec un capital limité, en utilisant une cascade de holdings dont le contrôlant ne détiendra, à chaque étage, qu'une partie des actions.[pas clair] La loi du 18 juillet 1991 a par ailleurs assoupli l'interdiction pour une société anonyme de « prêter » en vue de l'acquisition de ses titres par un tiers[pas clair]. [réf. souhaitée]

## L'autocontrôle à but financier
L'autocontrôle, lorsqu'il s'effectue par un rachat d'actions, sert aussi à doper la rentabilité des capitaux propres, en réduisant le nombre d'actions à rémunérer, puisque les actions détenues sont privées du droit au dividende. [réf. nécessaire] La loi du 2 juillet 1998 a facilité ce type de démarche pour les sociétés cotées sur des marchés réglementés. Le droit des sociétés prévoit que les actions acquises peuvent être annulées dans la limite de 10 % du capital par période de 23 mois[pas clair] .

## L'autocontrôle provisoire
Le rachat d'actions peut être effectué à titre provisoire pour d'autres motifs. La société peut vouloir attribuer des actions à ses salariés (ce qui reste une manière de constituer un frein à une OPA), ou encore utiliser les actions pour réguler les cours de son titre [Comment ?], ou les céder à un tiers identifié. [réf. souhaitée]